# Caumont-l’Éventé
Caumont-l’Éventé település Franciaországban, Calvados megyében. Lakosainak száma 1321 fő (2018. január 1.). Caumont-l’Éventé Cahagnes, Foulognes, Livry, Sallen, Sept-Vents és La Vacquerie községekkel határos.

## Népesség
A település népességének változása:
| Lakosok száma | 1172 | 1178 | 1135 | 1192 | 1304 | 1373 | 1377 | 2384 | 1324 | 1321 |
|               | 1968 | 1975 | 1982 | 1999 | 2006 | 2011 | 2013 | 2016 | 2017 | 2018 |